# Кунакова, Райхана Валиулловна
Райхана Валиулловна Кунакова (баш. Рәйхана Валиулла ҡыҙы Ҡунакова) (р. 9 сентября 1946 года) — российский химик-органик, вице-президент Академии наук Республики Башкортостан (2011), академик АН РБ (2012), доктор химических наук (1989), профессор (1991).

## Биография
Родилась 9 сентября 1946 года  (по другим данным  1 февраля 1947) в посёлке Блявтамак между городами Медногорск и Кувандык Оренбургской области (ныне в составе г. Медногорска). Была младшей дочкой в многодетной семье. Мать, Кунакова Магира Сайфутдиновна — домохозяйка, отец, Кунаков Валиулла Туркеевич, воевал на фронте, дошел до Берлина, впоследствии работал в колхозе. Все дети получили высшее образование.
После окончания в 1964 г. средней школы № 6 в г. Медногорске училась в Уральском политехническом институте (г. Свердловск), который окончила в 1969 г. Работала инженером-технологом Уфимского завода аппаратуры связи (1969—1970), младшим (1973–1978), затем старшим (1978–1990) научным сотрудником Института химии Башкирского филиала АН СССР (ныне Институт органической химии Уфимского научного центра РАН). В 1974 году защитила кандидатскую, а 1989 году — докторскую диссертации.
С 1990 — в Уфимском технологическом институте сервиса (ныне Уфимский государственный университет экономики и сервиса, УГУЭС): декан факультета (1994–1997), проректор по научной работе (1997–2003), одновременно (с 1991) — заведующая кафедрой специальной химической технологии. В институте занималась научным и материальным обеспечением новой специальности — «технология бродильных производств в виноделии».
С 1998 — член-корреспондент, а с 2012 — академик Академии наук Республики Башкортостан (Отделение химико-технологических наук). С 2006 по 2011 — главный учёный секретарь АН РБ, с 2011 — вице-президент АН РБ. Член правления Общества башкирских женщин.
Сын, Ильшат Мамаев — кандидат технических наук, выпускник Уфимского государственного авиационного технического университета.

## Научно-педагогическая деятельность
Область научных интересов: синтетическая органическая химия, металлокомплексный катализ и химическая модификация природных биополимерных материалов.
Участвовала в создании нового научного направления — металлокомплексного катализа в химии органических соединений серы. В этой области ею были открыты новые химические реакции и методы гетероциклизации диенов и алкинов с получением практически важных сульфидов, сульфоксидов и сульфонов.
Внесла вклад в развитие одного из перспективных направлений химии — каталитической активации малых молекул и атомов в реакциях с сопряженными диенами и алкинами. Создала новые химические материалы для выделки кожи и меха.
Член Президиума АН РБ, диссертационного совета Института нефтехимии и катализа (ИНК) РАН, Учёных советов УГУЭС и ИНК РАН, правления Российского химического общества им. Д. И. Менделеева, коллегии Министерства промышленности и инновационной политики РБ, Общественной палаты при Президенте РБ, редколлегий журналов «Вестник АН РБ» (главный редактор в 2005—2006), «Инновационный Башкортостан», «Башкирский экологический вестник».
Ею подготовлено 20 кандидатов и 2 доктора наук. Она автор и соавтор более 360 научных работ, в числе которых 124 патента, 10 монографий, 9 учебных пособий с грифом Учебно-методического объединения по классическому университетскому образованию России (УМО) и учебник с грифом Минобрнауки РФ.

### Основные публикации
- Металлокомплексный катализ в синтезе серосодержащих соединений (обзор) // Organomet. Chem, 1993, 450, № 1-2. P. 1-25 (соавтор).
- Многокомпонентная конденсация алифатических аминов с формальдегидом и сероводородом // Известия РАН. Сер. хим. 2005. № 3. С. 423—427.
- Применение спектроскопии в органической химии. М.: Химия, 2007 (соавтор).

## Награды и звания
- Медаль «Ветеран труда» (1990)
- Почётный работник науки и техники Российской Федерации (2006)
- Заслуженный деятель науки Республики Башкортостан (1997)[8]
- Почётные грамоты Государственного комитета Республики Башкортостан по науке, среднему и высшему профессиональному образованию  (1996, 2001)